# Diaea rohani
Diaea rohani es una especie de araña cangrejo del género Diaea, familia Thomisidae. Fue descrita científicamente por Fage en 1923.

## Distribución
Esta especie se encuentra en Angola.